# علی‌آباد (عقدا)
علی‌آباد یک روستا در ایران است که در دهستان نارستان شهرستان اردکان واقع شده‌است.